# Собор Святого Стефана (Париж)
Собор Святого Стефана (фр. Cathédrale grecque Saint-Étienne, греч. Καθεδρικός Ναός Αγίου Στεφάνου) — православный храм в Париже во Франции, кафедральный собор Галльской митрополии Константинопольского патриархата.
В 1995 году здание получило статус объекта историко-культурного наследия Франции.

## История
В 1890 году по проекту французского архитектора Эмиля Водремера (1829—1914) на улице Жоржа Бизе, 7 в XVI округе Парижа состоялась закладка греческого православного собора, освящение которого было совершено 22 сентября 1895 года в честь первомученика архидиакона Стефана.
Здание собора высотой 42 метра было построено в византийском стиле, облицовано белым и коричневым глазурованным кирпичом, а стены прорезаны длинными арочными окнами. Венчает собор купол, расположенный на парусах и равносторонний византийский крест. Арочный вход в храм обрамляют коринфские колонны из жёлтого известняка. Наружные стены собора частично застроены более поздними постройками.
Интерьер собора разделён на три продольных нефа колоннами из разных сортов яшмы, которые поддерживают стрельчатые арки. Иконостас в храме одноярусный, сделан из белого мрамора с ажурной декорировкой. Фрески, также византийского стиля, выполнил художник Шарль Ламьер (1832—1910). В главной апсиде изображён Христос-Пантократор. По полукругу апсиды большими буквами на греческом языке исполнены слова Спасителя из 14-й главы Евангелия от Иоанна: «Я есть путь, истина и жизнь.» В боковых нефах — мозаичный орнамент и росписи на сюжеты из житий святых. Покрытие пола тоже мозаичное. Из правого нефа можно попасть в клуатр — небольшой прямоугольный двор собора.
В 1962 году в храме венчались легендарная певица Эдит Пиаф, принявшая православие, и греческий парикмахер Теофанис Ламбукас, более известный как Тео Сарапо.
В 1977 году в соборе отпевали оперную певицу греческого происхождения Марию Каллас.
С 1980 года по субботам в храме регулярно проводит богослужения на арабском языке община Антиохийской православной церкви.